# Blepyrus clavicornis
Blepyrus clavicornis är en stekelart som först beskrevs av Compere 1939.  Blepyrus clavicornis ingår i släktet Blepyrus och familjen sköldlussteklar. Inga underarter finns listade.